# Gare de La Chapelle-Saint-Denis
Gare de La Chapelle-Saint-Denis je zrušená železniční stanice v Paříži v 18. obvodu. Nádraží bylo v provozu v letech 1871–1934. Nacházelo na adrese 165, rue de la Chapelle. Název nádraží je odvozen od obcí La Chapelle a Saint-Denis.

## Historie
Nádraží sloužilo cestujícím od 15. července 1871 do 22. července 1934. Při bombardování Paříže 21. dubna 1944 byla budova silně poškozena. Na konci 60. let byla stržena.